# Contrada (Venedig)
Die venezianischen Contrade entsprechen etwa den Kirchengemeinden oder Pfarrsprengeln, von denen Venedig rund 70 aufwies. Vielfach repräsentierten sie eine der über 100 Inselchen, aus denen sich die Kernstadt Venedigs zusammensetzte. In den mittelalterlichen Quellen erscheinen sie meist als confinia, später, als sich das Venezianische auch im Schriftgebrauch gegenüber dem Lateinischen durchgesetzt hatte, als contrade. Zu einer venezianischen Contrada gehören üblicherweise die meist namengebende Kirche, ein Platz (campo), ein Brunnen (pozzo) sowie eine Infrastruktur für die Warenverteilung, wie Bäckereien oder Gastwirtschaften, Lebensmittel- oder Buchläden. Mit der Reduzierung der Pfarrstellen wurden nach dem Ende der Republik Venedig im Jahr 1797 vielfach mehrere Contrade zu einem Sprengel zusammengefasst und darüber hinaus viele der Kanäle, die die Inselchen getrennt hatten, zugeschüttet.

## Geschichte

### Contrade und Sestieri
Die Contrade, die lange Zeit meist einer Insel entsprachen, waren jeweils genau einem Sestiere zugeordnet. San Marco setzte sich im 12. Jahrhundert aus 16 Contrade zusammen, Castello und Cannaregio aus je 12, Dorsoduro aus 10 und Santa Croce und San Polo aus je 8. Diese Zahlen änderten sich entsprechend dem Bevölkerungswachstum und den Landgewinnungen geringfügig. 1586 wiesen Castello, Cannaregio, San Polo und Dorsoduro je eine Contrada mehr aus, als im 12. Jahrhundert.

### Gesellschaftsstruktur
Die vergleichsweise große wirtschaftliche Eigenständigkeit in der Warenverteilung gab den Contrade eine erhebliche Selbstständigkeit, die sich auch darin zeigte, dass alle gesellschaftlichen Schichten dort vertreten waren, seien es Adlige, Handwerker oder Stadtarmut. Zwar gab es Bereiche innerhalb der Stadt, die begehrter und materiell besser ausgestattet waren – viele adlige Familien bevorzugten San Marco, den Canal Grande oder Rialto, während die Peripherie eher als unattraktiv galt –, doch innerhalb der Contrade lebten die gesellschaftlichen Gruppen nahe beieinander und daher in engem Kontakt.

### Politische Rolle
Jede Contrada wählte einen Capita contratarum bzw. Capo contrade und den Priester, der vom Bischof, später vom Patriarchen nur bestätigt wurde. Dennoch waren die venezianischen Contrade bei weitem nicht so machtvoll und selbstständig gegenüber der Kommune, wie etwa in Florenz oder Siena. Zudem wurden die Contrade zugunsten der politischen Zentralisierung ab dem 14. Jahrhundert zunehmend entmachtet. Der Vorsteher der Contrade von S. Angelo Raffaele und S. Nicolò dei Mendicoli, der Gastaldo Grande de’Nicolotti, führte den Titel Dose dei Nicoloti und hatte besondere Rechte.

### Fiskalische Rolle
Auch für Vermögensschätzungen boten die Contrade und die Sestieri die Basis. Zugleich zeigen diese Vermögenserfassungen oder catasti die unterschiedliche Vermögensverteilung in der Stadt. So ermittelte man 1367 und 1425 die genauen Vermögenswerte der Contrade, um sie unregelmäßigen Abgaben, den imprestiti, unterwerfen zu können, die eine Art Zwangsanleihe darstellten. Diese Anleihen bemaßen sich nach der Höhe des Vermögens, das anfangs nur vom Zeichnenden deklariert werden musste, ab dem Spätmittelalter jedoch in Katasterform erfasst wurde. Für die Gesamtstadt ergab sich dabei 1425 ein Wert von 363.421 Dukaten, wozu San Marco 95.641, Castelo 65.363, Cannaregio 61.404, San Polo 55.933, Dorso Duro 46.367 und Sta. Croxe 38.713 Dukaten besteuerbaren Vermögens beitrugen.

### Rivalitäten zwischen den Contrade, 12 Marien
Zwischen den Contrade bestand eine beachtliche Rivalität, die vor allem in der Feier der zwölf Marien (la festa delle Marie) zum Ausdruck kam, wenn sich die Jugendlichen der rivalisierenden Contrade verspotteten oder beschimpften.
Dieses Fest zu Maria Lichtmeß ging der Legende nach auf die Entführung von Bräuten durch Triestiner Piraten aus einer Hochzeitsfeier in San Pietro di Castello zurück. Sie seien von Handwerkern aus der Contrada Santa Maria Formosa befreit worden. In den ältesten Chroniken taucht diese Legende noch nicht auf, doch seit dem 13. Jahrhundert wird das Fest mit dem angeblichen Sieg über Piraten begründet. Die Angaben, was das für Piraten waren, und wann genau das Ereignis stattfand, variieren. Damit nahm eine sukzessive Ausschmückung ihren Lauf, die die zwölf Marien auf die Ebene des Raubs der Sabinerinnen hob und vielfach literarisch verarbeitet wurde. Ein Bootskorso von San Marco über San Pietro di Castello nach Santa Maria Formosa, mit dem der vermeintliche historische Sieg gefeiert wurde, ist 1143 unter dem Dogen Pietro Polani eingeführt worden. Zu diesen Fest schenkte der Doge ursprünglich zwölf armen Mädchen eine Aussteuer für ihre Hochzeit. 1272 wurde die Anzahl auf vier vermindert, später wurde dieses Fest als einzige übergreifende Feier ausschließlich von den Contrade organisiert und finanziert. Das Fest der zwölf Marien, das die Frauen der Contrade organisierten, wurde 1379 wegen der ausufernden Kosten und aufgrund von Ausschreitungen untersagt. 1999 hat man die Festa delle Marie wiederbelebt.
Die Festa delle Marie wurde ursprünglich wohl eine ganze Woche lang gefeiert, später auf 3–4 Tage verkürzt. Die Feier fand im Rahmen des Karnevals in der Zeit zwischen dem 25. Januar und dem 2. Februar statt. Es gab Bankette in den Adelspalästen und die ludi mariani, Spiele, die aus Regatten, Spielen im engeren Sinne und der öffentlichen Versammlung von Frauen bestanden, sowie mehreren Prozessionen. Turnusmäßig waren jeweils zwei Contrade für die Durchführung und Finanzierung verantwortlich, und sie führten eine ihrem Prestige entsprechende Prozession durch. Liturgische und theatralische Aufführungen sowie der Empfang des Dogen stellten die Höhepunkte dar. Nachdem die Prozessionsteilnehmer in ihre beiden Contrade zurückgekehrt waren, begannen neue Spiele. Sechs adlige oder vermögende Bürgerfamilien öffneten ihre Häuser und präsentierten eine überreich geschmückte Marienskulptur. Die Frauen des Sestiere zogen ihre besten Kleider an und unterhielten sich, während die Männer draußen standen und große Mengen Wein tranken. Am letzten Tag fand eine ausgedehnte Wasserprozession statt. Während ganz im Osten der Stadt, in der Bischofskirche von San Pietro di Castello ein Gottesdienst stattfand, rüsteten die beiden Contrade sechs Boote (scaule) aus. Eines trug 40 bewaffnete Männer, ein anderes die Priester und den Bischof, die übrigen vier Boote trugen je drei Marienstatuen in Begleitung von Frauen und Mädchen. Zusammen mit den beiden Booten aus Santa Maria Formosa ruderte die Gesellschaft gefolgt von zahlreichen weiteren Booten zum Molo, um einen Gottesdienst in San Marco zu zelebrieren. Danach schloss sich das goldene Dogenschiff der Prozession an, die bis 1250 nach Santi Apostoli, danach bis zum Fontego dei Turchi den Canal Grande aufwärtsfuhr. Von dort ging es in einen kleineren Kanal nach Santa Maria Formosa.
Der Schmuck der Boote, Häuser, Wege und der Teilnehmer wurde so aufwändig, dass erstmals 1379 der Fiskus während des Chioggia-Kriegs gegen Genua die Feier untersagte, um den beiden Contrade die Kosten zu ersparen. Danach wurde die Feier, die Teil des Karnevals war und von Frauen beherrscht wurde, völlig verändert. Dabei gaben die obersten Machtorgane vor, nicht nur die Verschwendung bekämpfen zu wollen. So ertrug das adlige Stadtregiment auch die exzessiven Feierlichkeiten mit ihren angeblich orgienhaften Auswüchsen nicht länger. Die ansonsten streng eingesperrten Frauen der oberen Klassen waren plötzlich in der Öffentlichkeit zu sehen, und man warf den Männern vor, zu viel Zeit mit dem Beobachten ihrer Prozessionen zu verbringen. Dabei sollten bereits seit Jahrzehnten Aufläufe, Kämpfe zwischen den jungen Männern der konkurrierenden Contrade oder Messerstechereien durch den Rat der Zehn verhindert werden, wobei die Verbote sehr detailreich wurden. So war es etwa verboten, die Marie mit Äpfeln zu bewerfen oder dem Schiff des Dogen zu nahe zu kommen. Nach 1379 gab es keine Prozessionen mehr durch die Stadt. Die Teilnehmer an der Feier blieben stattdessen in Santa Maria Formosa. Es gab keine konkurrierenden Contrade mehr und das Marienfest wurde verlegt, um nicht weiterhin mit dem Karneval mit seinen eigenen Regeln vermengt zu werden.
Die Präsentation der Heiligen Maria am 21. November, die erst 1369/70 eingeführt worden war, übernahm nun die Funktion des wichtigsten Marienfests.
Die Rivalitäten zwischen den Contrade wurden nun stärker kanalisiert, indem nun zwei Gruppen junger Männer mit langen Stöcken versuchten, ihre Gegner von einer Brücke zu drängen und sie ins Wasser zu stürzen. Die sozialen Aufgaben der Contrade wurden zunehmend auf Bruderschaften und Zünfte verlagert, die politischen zentralisiert. In der Renaissance führten schließlich alle Prozessionen über den Markusplatz. Die Ausgleichsfunktion, die der Karneval zwischen den ansonsten eher getrennten Gesellschaftsgruppen ermöglichte, und der damit deren Gemeinschaftsgefühl steigerte, sollte auf Venedig als Ganzes ausgerichtet sein, weniger auf die Contrade.

## Liste der Contrade
| italianisiert                 | venezianisch             | sestiere 1  |
| ----------------------------- | ------------------------ | ----------- |
| Sant’Antonino                 | Sant’Antonin             | CS          |
| San Biagio                    | San Biasio               | CS          |
| Santa Giustina                | Santa Giustina           | CS          |
| San Leone IX Papa             | San Lio                  | CS          |
| Santa Maria Formosa           | Santa Maria Formosa      | CS          |
| Santa Marina                  | Santa Marina             | CS          |
| San Martino                   | San Martino              | CS          |
| San Pietro Apostolo           | San Piero de Castelo     | CS          |
| San Procolo                   | San Provolo              | CS          |
| San Severo                    | San Severo               | CS          |
| Santissima Trinità            | Santa Ternita            | CS          |
| San Giovanni in Oleo          | San Zaninovo             | CS          |
| San Giovanni in Bragora       | San Zuane in Bragora     | CS          |
| Santi Apostoli                | Santi Apostoli           | CN          |
| San Canziano                  | San Canzian              | CN          |
| San Felice                    | San Felise               | CN          |
| Santa Fosca                   | Santa Fosca              | CN          |
| San Geremia                   | San Geremia              | CN          |
| San Leonardo                  | San Lunardo              | CN          |
| Santa Lucia                   | Santa Lussia             | CN          |
| Santa Maria Maddalena         | Madalena                 | CN          |
| Santi Ermagora e Fortunato    | San Marcuola             | CN          |
| Santa Maria Nuova             | Santa Maria Nova         | CN          |
| San Marziale                  | San Marzilian            | CN          |
| Santa Sofia                   | Santa Sofia              | CN          |
| San Giovanni Crisostomo       | San Zuane Grisostomo     | CN          |
| San Michele Arcangelo         | Sant’Anzolo              | SM          |
| San Basso                     | San Basso                | SM          |
| San Benedetto da Norcia       | San Beneto               | SM          |
| San Bartolomeo                | San Bortolomio           | SM          |
| San Fantino                   | San Fantin               | SM          |
| San Luca                      | San Luca                 | SM          |
| San Marco                     | San Marco                | SM          |
| Santa Maria del Giglio        | Santa Maria Zobenigo     | SM          |
| San Maurizio                  | San Maurizio             | SM          |
| San Mosè                      | San Moisè                | SM          |
| San Paterniano                | San Paternian            | SM          |
| Santissimo Salvatore          | San Salvador             | SM          |
| San Samuele                   | San Samuele              | SM          |
| San Vitale                    | San Vidal                | SM          |
| San Geminiano                 | San Ziminian             | SM          |
| San Giuliano                  | San Zulian               | SM          |
| Sant’Agostino                 | Sant’Agostin             | SP          |
| Sant’Apollinare               | Sant’Aponal              | SP          |
| Sant’Ubaldo                   | San Boldo                | SP          |
| San Cassiano                  | San Cassan               | SP          |
| San Matteo                    | San Mattiio              | SP          |
| San Paolo Apostolo            | San Polo                 | SP          |
| San Silvestro                 | San Silvestro            | SP          |
| San Stefano Confessore        | San Stin                 | SP          |
| San Tommaso                   | San Tomà                 | SP          |
| San Giovanni Elimosinario     | San Zuane de Rialto      | SP          |
| Santa Croce                   | Santa Crose              | SC          |
| San Giacomo Apostolo          | San Giacomo dall’Orio    | SC          |
| Santa Maria Madre di Dio      | Santa Maria Mater Domini | SC          |
| San Simeone Profeta           | San Simeon Grando        | SC          |
| Santi Simone e Giuda Apostoli | San Simeon Picolo        | SC          |
| Sant’Eustachio                | San Stae                 | SC          |
| San Giovanni decollato        | San Zan Degolà           | SC          |
| Santa Agnese                  | Sant’Agnese              | DD          |
| Angelo Raffaele               | Anzolo Rafael            | DD          |
| San Barnaba                   | San Barnaba              | DD          |
| San Basilio                   | San Basegio              | DD          |
| San Gregorio                  | San Gregorio             | DD          |
| Santa Margherita              | Santa Margarita          | DD          |
| San Nicola di Mira            | San Nicolò dei Mendicoli | DD          |
| San Pantaleone                | San Pantalon             | DD          |
| Santi Gervasio e Protasio     | San Trovaso              | DD          |
| San Vito                      | San Vio                  | DD          |
| Santa Eufemia                 | Sant’Eufemia             | DD 2        |
| Altstadt                      |                          | 70 contrade |